# Pleurotomella sandersoni
Pleurotomella sandersoni är en snäckart som beskrevs av Addison Emery Verrill 1884. Pleurotomella sandersoni ingår i släktet Pleurotomella och familjen kägelsnäckor. Inga underarter finns listade i Catalogue of Life.